# Летисия Каста
Летисия Мари Лор Каста (на френски: Laetitia Marie Laure Casta) е френска топманекенка и актриса.

## Биография
Родена е на 11 май 1978 г. в Понт Одмер, Франция. Майка ѝ е от Нормандия, а баща ѝ е корсиканец. Има по-голям брат и по-малка сестра. Прекарва детството си в Нормандия.
Определена е от сп. „Тайм“ за една от 10-те най-влиятелни личности на годината. Кариерата ѝ започва на 15-годишна възраст, когато е открита от фотографа Фредерик Кресо по време на почивка на о-в Корсика. През 1998 г. става рекламно лице на марката „Лореал“. Появявала се е на кориците на „Викторияс Сикрет“, както е и дефилирала за тях през 1997 г., 1998 г., 1999 г., и 2000 г., участвала в рекламни кампании на дънките на „Гес?“. Нейни фотографии се появяват на страниците на „Спортс Илюстрейтид“, „Ролинг Стоун“ и мн. др. Поддържа близки отношения с дизайнера Ив Сен Лоран, чиито дрехи често облича на обществени събития. Каста се появи на кориците на над 100 списания, включително каталога на Victoria Secret, списание ELLE и списание Vogue.
През 1999 г. правителството на Франция решава, че Каста трябва да бъде модел за бюста на Мариана - символа на Френската република, който може да бъде видян пред сградите на много френски кметства.
На 19 октомври 2001 г. се ражда дъщеря ѝ Сатийн от връзката ѝ с бившия ѝ приятел Стефан Седнауи. Сгодена за италианския актьор Стефано Акорси. Имат син Орландо, роден на 21 септември 2006 г. На 29 август 2009 г. се ражда дъщеря им Атина.
Каста участва в няколко филмови продукции, като най-известният филм с нейно участие е „Астерикс и Обеликс срещу Цезар“ (1999) с Жерар Депардийо и Кристиан Клавие.
Каста участва във филма "Островът" на българския режисьор Камен Калев, заснет на най-големия бургаски остров Света Анастасия.